# Wau Holland
Herwart Holland-Moritz, meglio noto come Wau Holland (12 dicembre 1951 – 29 giugno 2001), è stato un informatico tedesco, fu nel 1981 cofondatore del Chaos Computer Club, uno dei più vecchi club di hacking.